# 辅助舰

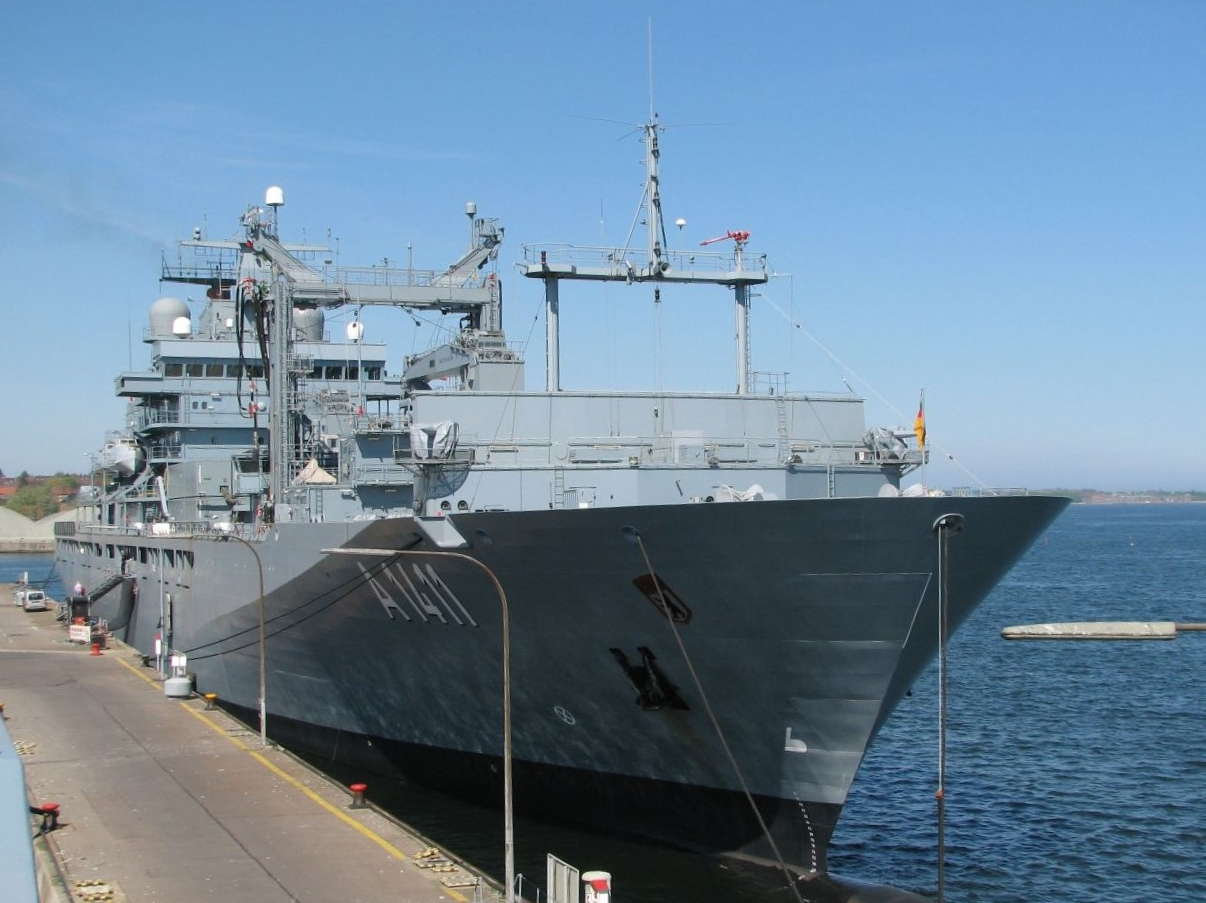
德国海军的柏林级补给舰

辅助舰（Auxiliary ship）是一种海军舰艇，旨在支持军舰和其他海军行动。 辅助舰艇不是主战舰艇，尽管它们的作战能力可能有限，通常用于自卫。 
辅助舰艇对于各种规模的海军都极为重要，因为如果它们不存在，主要舰队舰艇将得不到支持。因此，几乎每支海军都拥有一支庞大的辅助舰船舰队。然而，这些辅助舰队的组成和规模因每支海军的性质及其主要任务而异。较小的沿海海军往往拥有较小的辅助舰艇，主要专注于沿海和训练支援作用。较大规模的蓝水海军往往拥有较大的辅助舰队，包括远程舰队支援船，旨在提供远在领海以外的支援。

## 角色

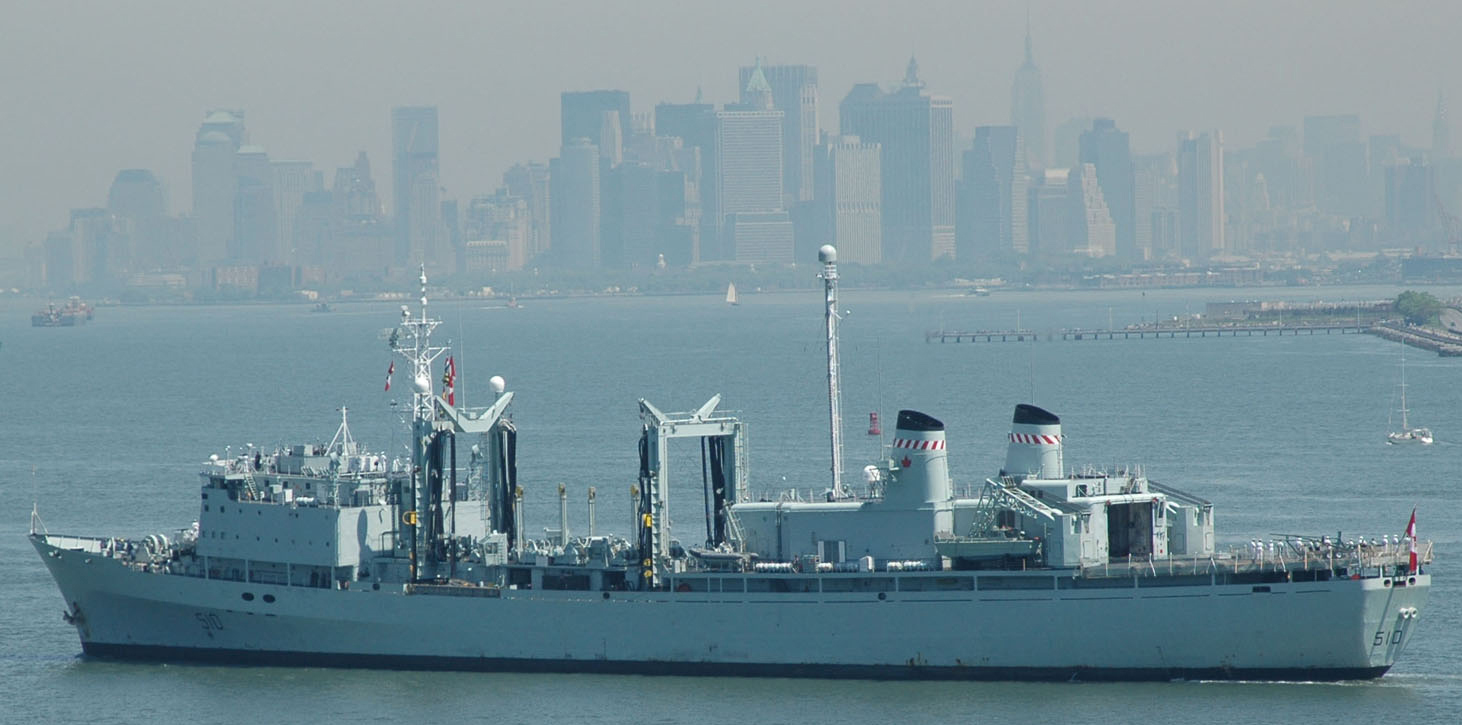
加拿大皇家海军辅助加油船HMCS 2009 年纽约舰队周期间的HMCS

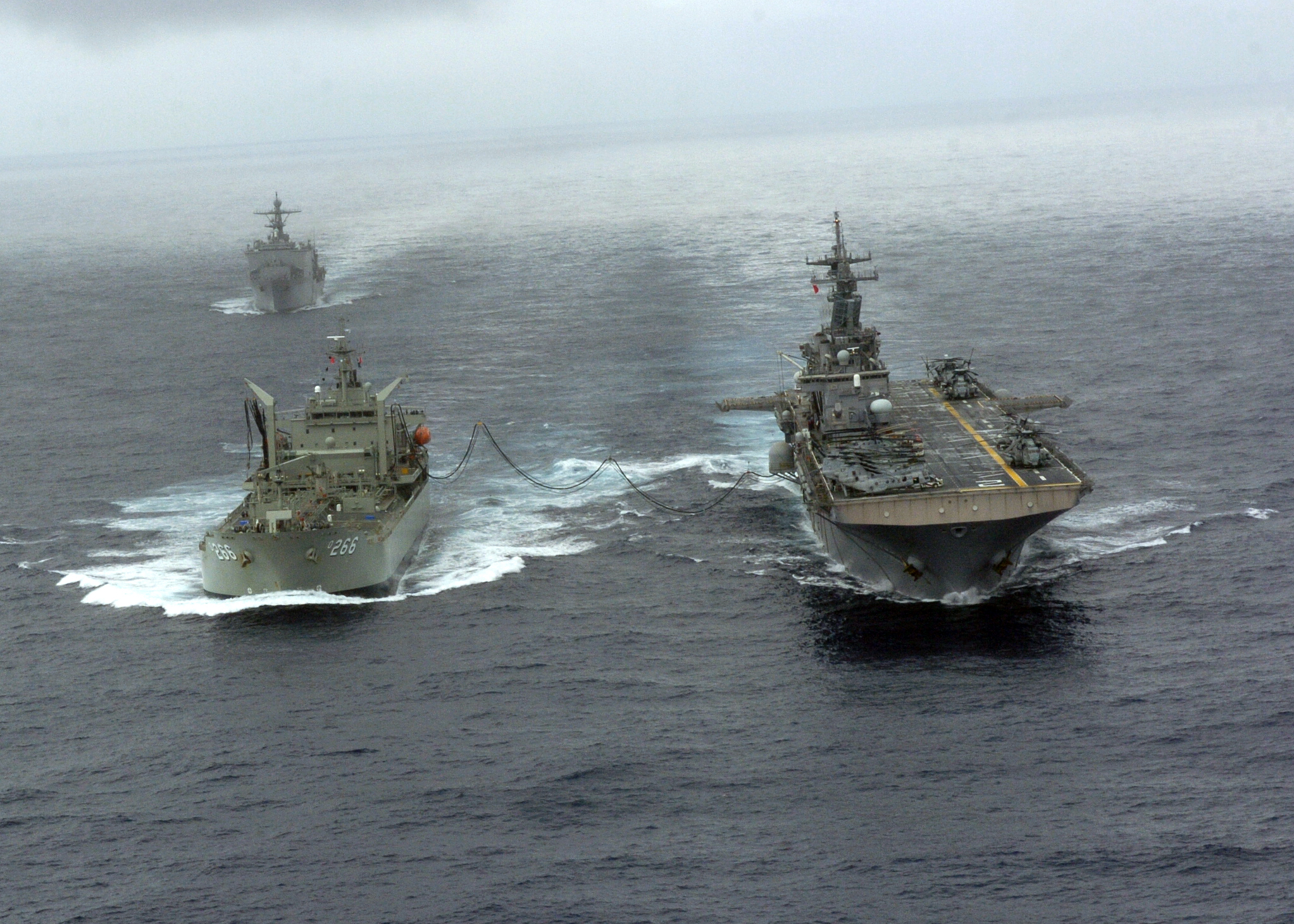
澳大利亚油船天狼星号补给舰（HMAS Sirius)为埃塞克斯号两栖攻击舰（USS Essex）加油，2007 年 6 月

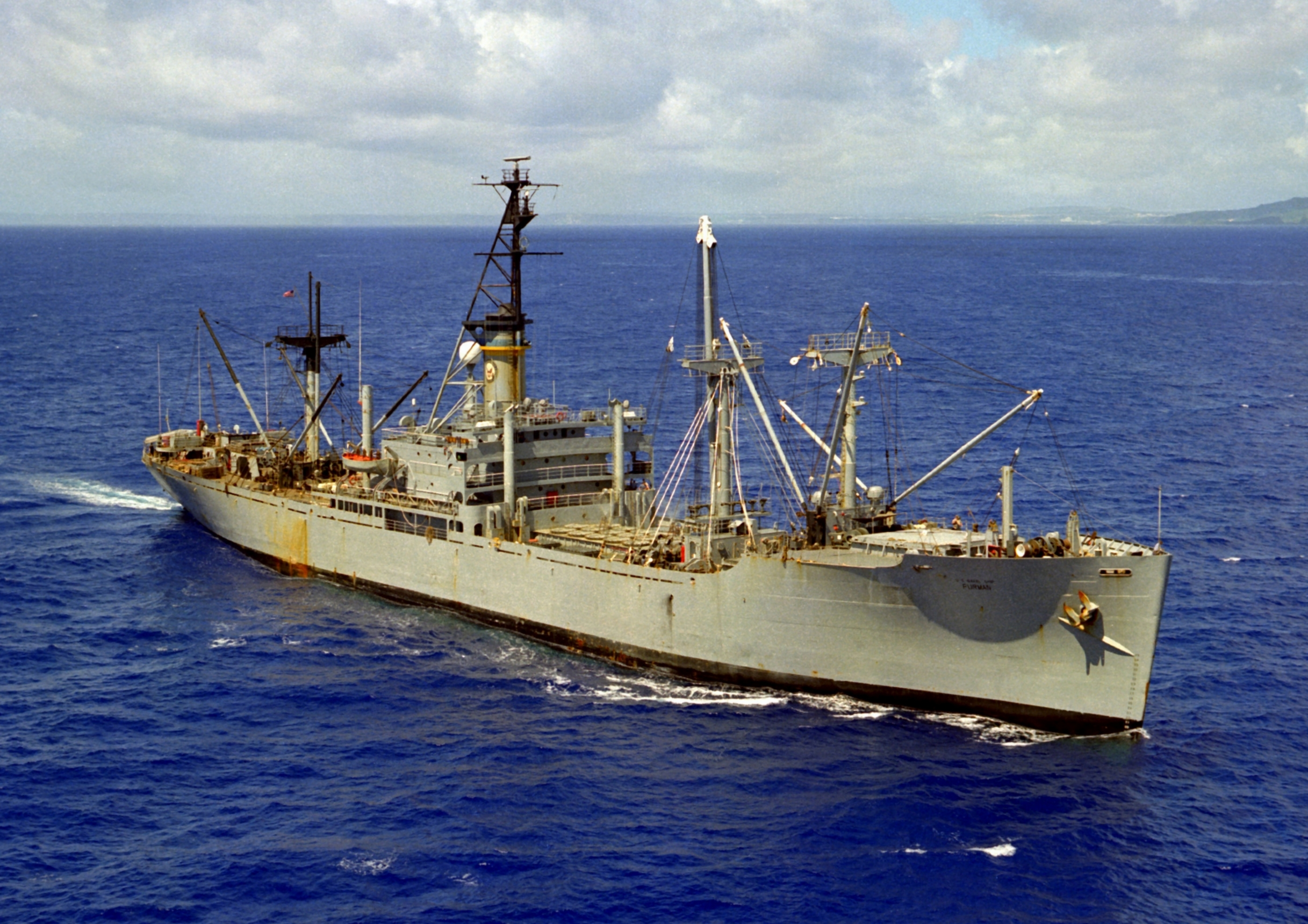
美国货船USNS Furman, 1981

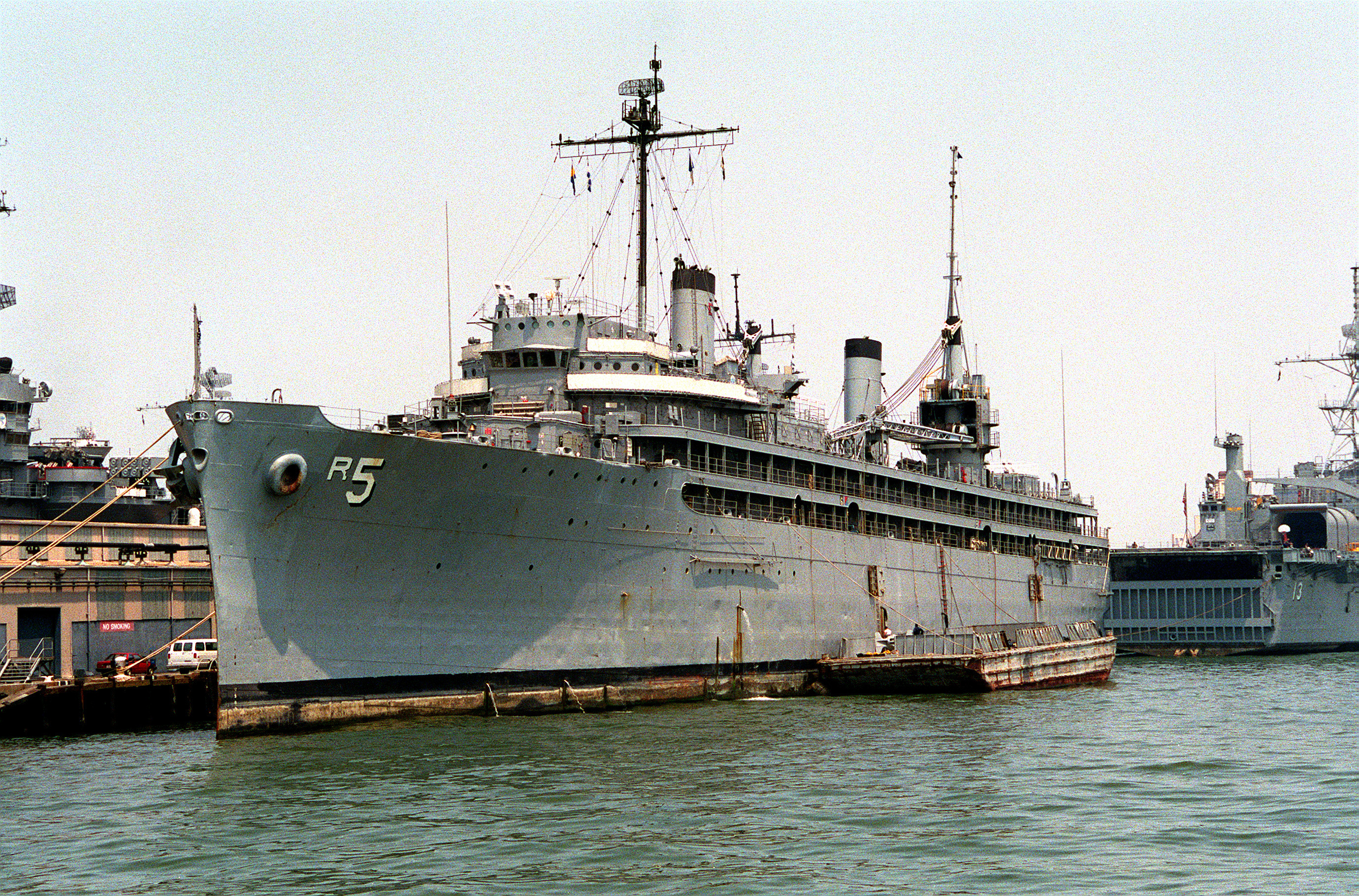
美国修理船, 1992 年 6 月

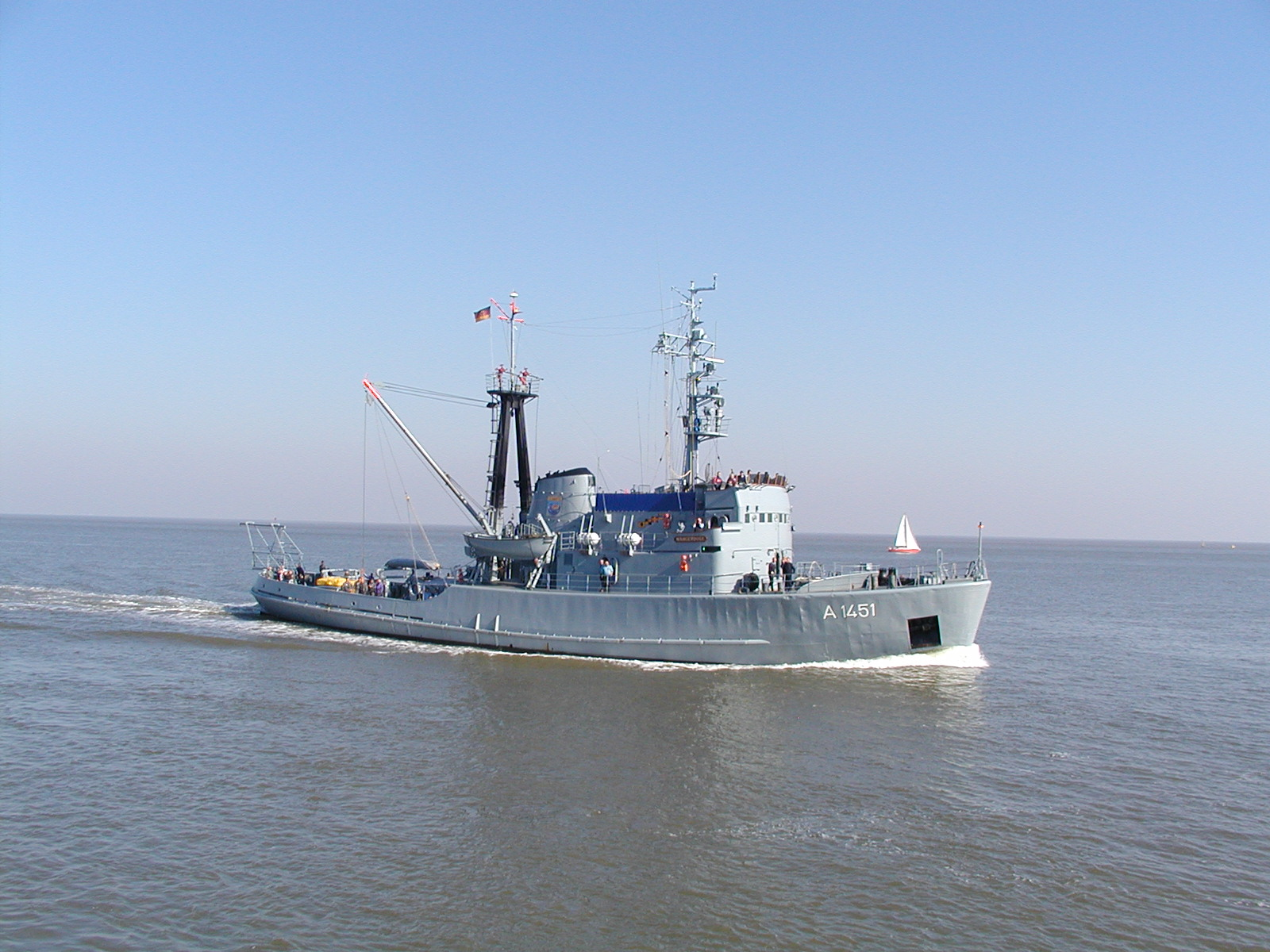
德国拖船Wangerooge, 2005

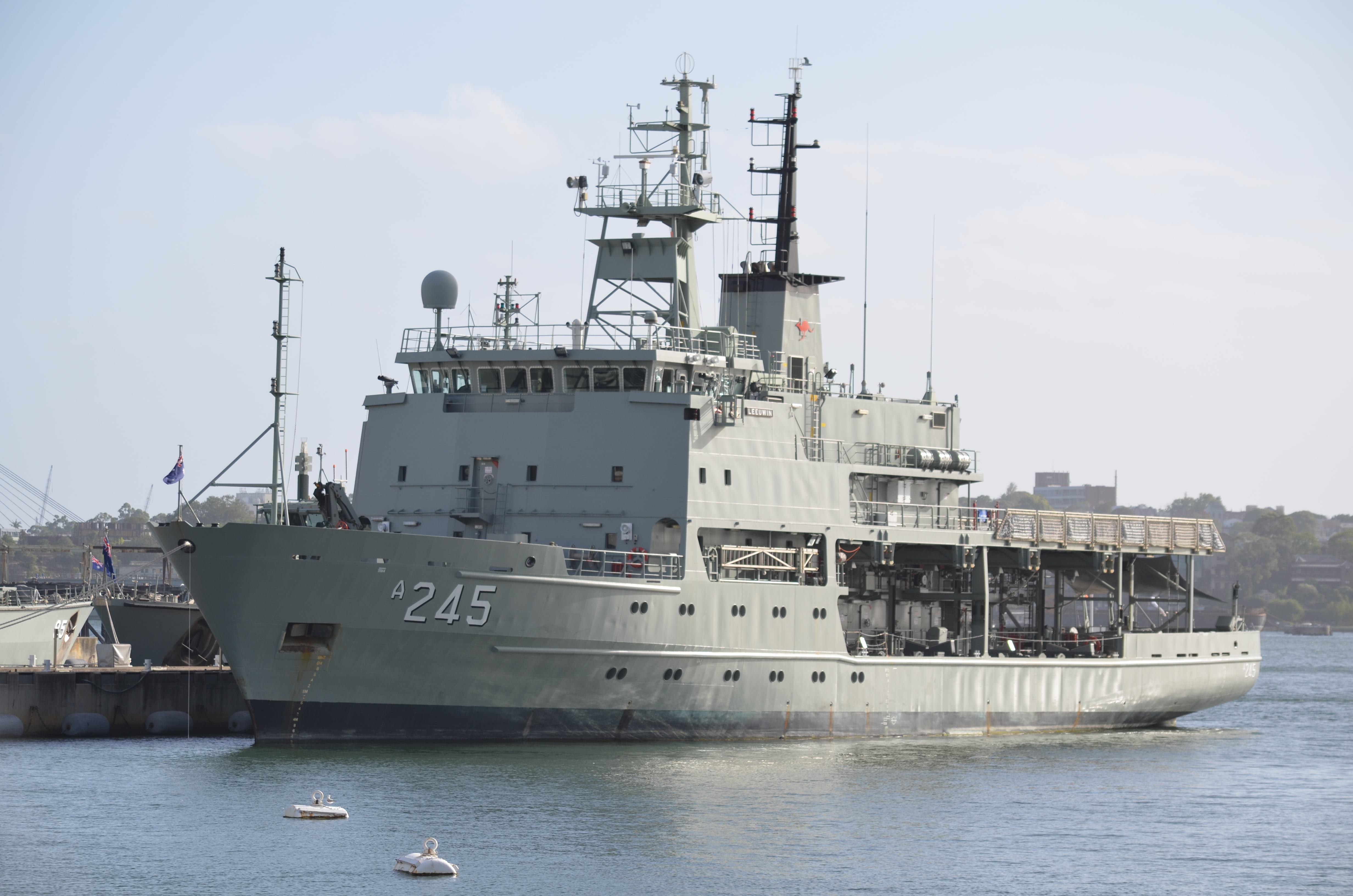
澳大利亚测量船, 2013 年 12 月

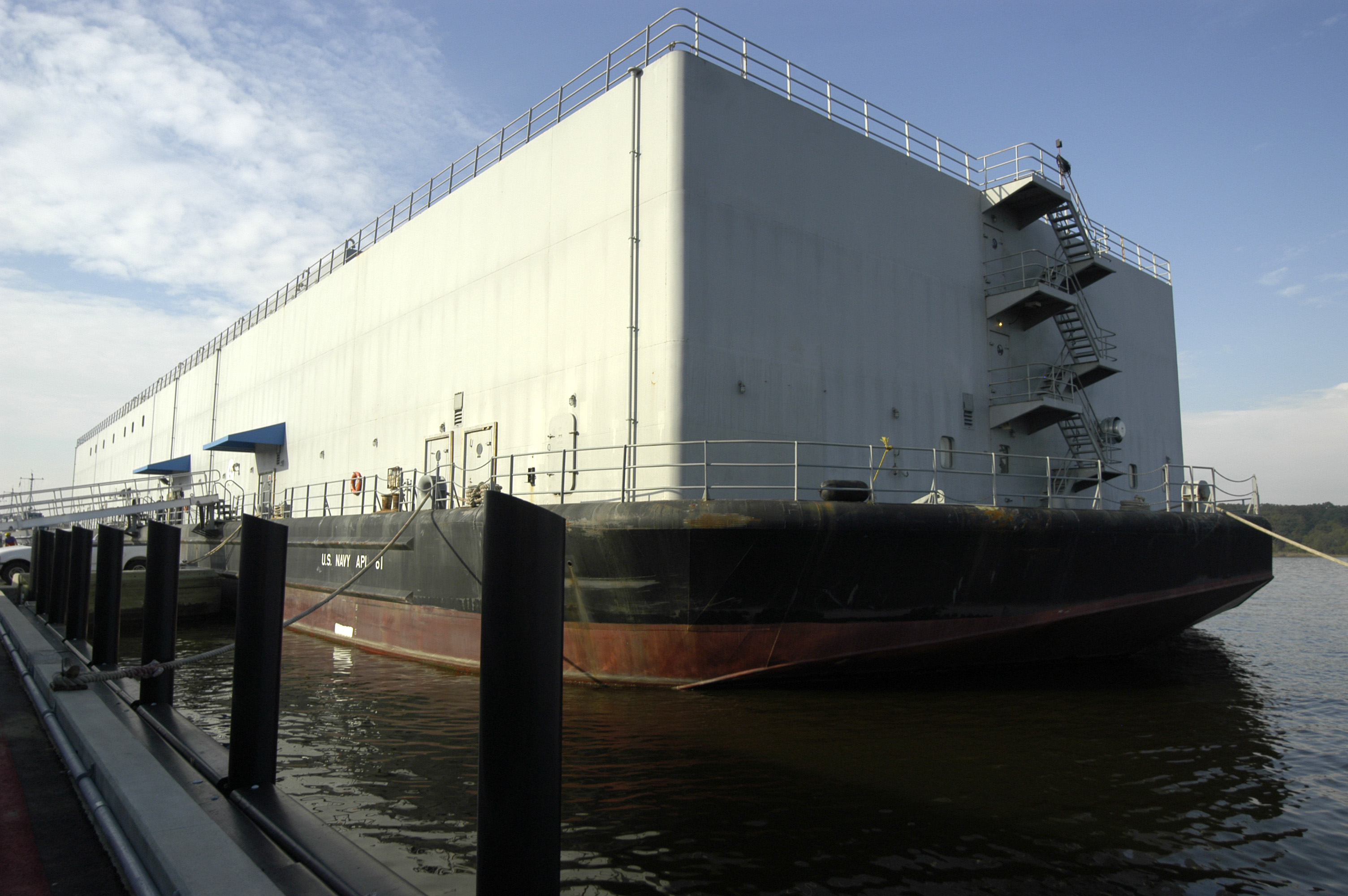
2003年美国海军军营舰载APL-61

### 补给
辅助舰艇支持舰队的最直接方式之一是向主要舰队单位提供航行补给（ ；也称为“海上补给”）。这使得舰队可以留在同一地点，补给船将燃料、弹药、食物和补给从岸上运送到舰队所在的任何地方。
补给油轮（replenishment tanker）是专门为船队运送燃料油而设计的船只，而早期的矿工则提供燃煤轮船。具体作用的补给船包括战斗补给船、供应母舰、综合补给船和弹药船。

### 运输
支持一线作战基地需要巨大的运输能力。运输船通常是经过改装的商船，只是委托（APA、APD、APH、APV）进入海军服役。油轮是专门设计用于将燃料运送到前沿地点的运输工具。运输船通常不仅用于运送货物以支持海军，而且还用于支持国家军队的所有力量（AK、AKA、AKN、AKR、AKS）。特别是，运兵船和攻击运输车被用来将大量士兵运送到战区。一些运输船是高度专业化的，例如美国海军使用的弹药船。 大型远洋拖船（AT、ATO、ATF、ATA、ATR）用于拖曳大型辅助船舶，如公海中的驳船、浮式修理船坞和浮式起重机，以及残障船舶。 

### 修理
在海上或冲突地区修理船只很重要，因为它可以让这些船只更快地恢复服务，同时也增加在战斗中严重受损的船只的生存机会。修理船（AR、ARB、ARC、ARG、ARH、ARL、ARV）的范围从小型设备船到辅助修理船坞，以及更大的辅助浮动干船坞。专门修理海军飞机的飞机修理船。 

### 港口
港口支持是一个关键的支持角色，包括拖船、驳船、轻型驳船、起重船和其他用于在港口设施周围移动船舶和设备的船舶以及仓库船，并倾向于为目前在港口的船舶提供服务。港口。这些船只还通过疏浚航道、维护码头和浮标，甚至为港口防御提供浮动平台来帮助维护港口。
在美国海军中，拖船是 YT、YTB、YTM、YTL 或V 型船。 驳船被归类为B 型船舶或 YF、YFN、YFR 和 YFRN。 

### 支持
雷达纠察队可增加部队周围的雷达探测范围。通信中继船（AGMR）是浮动通信站。跟踪船或测距船（AGM）配备天线和电子设备，以支持导弹和火箭的发射和跟踪。指挥舰（AGF）是舰队指挥官的旗舰。风级破冰船（AGB WAGB）是支援船。用于船舶和潜艇救援的水面支援船的救援和打捞船和潜艇救援船(ASR)。军营船或辅助个人生活（APL）是供军人生活的船只驳船。

### 研究
各种各样的船只被用于研究（AGTR）（AGM）、环境研究船（AGER）、水翼研究船（AGEH）和调查，主要是为了让海军更好地了解其运行环境，或协助测试新技术在其他船只上的使用。 

### 医疗
医院船能够在偏远地区为人员提供医疗服务。